# Wacław Depo
Wacław Tomasz Depo (ur. 27 września 1953 w Szydłowcu) – polski duchowny rzymskokatolicki, doktor teologii dogmatycznej, rektor Wyższego Seminarium Duchowego w Radomiu w latach 1990–2006, biskup diecezjalny zamojsko-lubaczowski w latach 2006–2011, arcybiskup metropolita częstochowski od 2012.

## Życiorys

### Młodość i wykształcenie
Urodził się 27 września 1953 w Szydłowcu. W 1972 ukończył tamtejsze Liceum Ogólnokształcące im. Henryka Sienkiewicza.
Studiował w Wyższym Seminarium Duchownym w Sandomierzu. Święceń prezbiteratu udzielił mu 3 czerwca 1978 w katedrze sandomierskiej biskup Piotr Gołębiowski, administrator apostolski w Sandomierzu. Magisterium z teologii dogmatycznej uzyskał w 1980 na Katolickim Uniwersytecie Lubelskim. Na tej uczelni kontynuował studia w zakresie teologii dogmatycznej w latach 1980–1984. W 1982 uzyskał licencjat, a w 1984 doktorat na podstawie dysertacji Chrystus kerygmatyczny w nauce M. Koehlera.

### Prezbiter
Po otrzymaniu święceń kapłańskich w latach 1978–1980 pracował jako wikariusz w parafii św. Jana Chrzciciela w Stromcu. W latach 1984–1990 był duszpasterzem akademickim w Wyższej Szkole Inżynierskiej w Radomiu.
W diecezji radomskiej pełnił funkcję dyrektora ds. życia konsekrowanego zakonów żeńskich, wszedł również w skład rady kapłańskiej i kolegium konsultorów. Od maja do sierpnia 2006 pełnił funkcję współprzewodniczącego Rady Programowej Radia Maryja ze strony Konferencji Episkopatu Polski.
Został mianowany kanonikiem honorowym kapituły katedralnej sandomierskiej oraz prałatem kustoszem kapituły Matki Bożej Ostrobramskiej w Skarżysku-Kamiennej. W 2004 Jan Paweł II nadał mu godność prałata honorowego Jego Świątobliwości.

### Działalność naukowo-dydaktyczna
W latach 1984–1989 był ojcem duchownym księży diakonów w Radomiu. W 1989 został wicerektorem, a od 1990 do 2006 sprawował urząd rektora Wyższego Seminarium Duchownego w Radomiu. Od 1984 prowadził wykłady z teologii dogmatycznej, teologii ekumenicznej i wstępu do teologii w Wyższym Seminarium Duchownym i Instytucie Teologicznym w Radomiu, a od 1992 z teologii dogmatycznej w Kolegium Teologicznym Diecezji Radomskiej. W latach 2000–2006 pracował jako adiunkt w Katedrze Personalizmu Chrześcijańskiego Uniwersytetu Kardynała Stefana Wyszyńskiego w Warszawie – Instytut Teologiczny w Radomiu, a w 2007 został wykładowcą w Katedrze Personalizmu Chrześcijańskiego Katolickiego Uniwersytetu Lubelskiego Jana Pawła II w Lublinie.
W latach 1995–1999 pełnił funkcję przewodniczącego Metropolitalnego Zespołu ds. II Synodu Plenarnego oraz członka Komisji Rektorów ds. Ratio studiorum. W 1999, 2002 i 2005 był wybierany na przewodniczącego Konferencji Księży Rektorów Wyższych Seminariów Duchownych Diecezjalnych i Zakonnych. W Konferencji Episkopatu Polski w latach 2001–2006 był członkiem konsultorem Komisji ds. Duchowieństwa i Rady Naukowej.

### Biskup
5 sierpnia 2006 po przyjęciu przez papieża Benedykta XVI rezygnacji Jana Śrutwy został mianowany biskupem diecezjalnym diecezji zamojsko-lubaczowskiej. Ingres do katedry Zmartwychwstania Pańskiego i św. Tomasza Apostoła w Zamościu, w trakcie którego otrzymał święcenia biskupie, odbył 9 września 2006. Głównym konsekratorem był Józef Michalik, arcybiskup metropolita przemyski, zaś współkonsekratorami Zygmunt Zimowski, biskup diecezjalny radomski, i Jan Śrutwa, biskup senior diecezji zamojsko-lubaczowskiej. Następnego dnia odbył ingres do konkatedry bł. Jakuba Strzemię w Lubaczowie. Jako zawołanie biskupie przyjął słowa „Ad Christum Redemptorem hominis” (Ku Chrystusowi Odkupicielowi człowieka).
29 grudnia 2011 papież Benedykt XVI mianował go arcybiskupem metropolitą częstochowskim na miejsce Stanisława Nowaka. Ingres do bazyliki archikatedralnej Świętej Rodziny w Częstochowie odbył 2 lutego 2012. 29 czerwca 2012 otrzymał z rąk papieża paliusz.
W ramach Konferencji Episkopatu Polski w latach 2012–2022 był przewodniczącym Rady ds. Środków Społecznego Przekazu, w 2006 objął funkcję asystenta (delegata) przy Krajowej Radzie Katolików Świeckich, a w 2012 delegata ds. Stowarzyszenia Żywego Różańca. W 2022 został członkiem Rady Stałej, ponadto wszedł w skład Komisji Duchowieństwa, Sekcji Nauk Teologicznych Komisji Nauki Wiary, Zespołu ds. Ruchów Intronizacyjnych, Zespołu ds. Wizyty Ojca Świętego w Polsce 2016 r. oraz Ogólnopolskiego Komitetu Organizacyjnego Obchodów 1050. Rocznicy Chrztu Polski w 2016 r. W 2006 został przewodniczącym Komisji Mieszanej: Biskupi – Wyżsi Przełożeni Zakonni.
W 2017 został kapelanem stanowym Rycerzy Kolumba w Polsce.
Konsekrował biskupa pomocniczego częstochowskiego Andrzeja Przybylskiego (2017). Był współkonsekratorem podczas sakr biskupa pomocniczego kaliskiego Łukasza Buzuna (2014) i biskupa pomocniczego radomskiego Piotra Turzyńskiego (2015).

## Wyróżnienia
W 2010 Rada Powiatu w Szydłowcu nadała mu tytuł „Zasłużony dla Powiatu Szydłowieckiego”. W 2007 otrzymał Medal Pamiątkowy „Pro Masovia”.
Przez Stowarzyszenie Wydawców Katolickich został wyróżniony nagrodami Feniks Specjalny (2017) i Feniks Specjalny „Medialny” (2022).
W 2012 został konfratrem zakonu paulinów, a w 2015 członkiem wspólnoty kanoników regularnych laterańskich.

## Publikacje książkowe
- 1991: Idźcie i  nauczajcie, Radom
- 2001: W czas Bożego Narodzenia, Kraków, ISBN 83-87440-17-5
- 2008: Ewangelia pielgrzymująca, Zamość
- 2008: Dotknąć Chrystusa, Warszawa, ISBN 978-83-7232-836-6
- 2008: Na ścieżkach Prawdy, Zamość, ISBN 978-83-60790-18-2
- 2008: Rodzina kolebką powołań, Lublin, ISBN 978-83-7270-619-5
- 2009: Raduj się twoją wiarą…, Warszawa, ISBN 978-83-7232-867-0
- 2009: Niespokojni nadzieją, Lublin, ISBN 978-83-7270-748-2
- 2010: Misja i odpowiedzialność, Zamość
- 2010: Chrystus kerygmatyczny w nauce Martina Kählera (1835-1912), Warszawa, ISBN 978-83-7232-930-1
- 2011: Istnienie ukierunkowane na Chrystusa, Warszawa, ISBN 978-83-7232-971-4
- 2011: Veritatem in caritate : księga jubileuszowa z okazji 70. urodzin księdza biskupa profesora Jana Śrutwy, Lublin, ISBN 978-83-7702-182-8
- 2012: Blask wiary w Chrystusie, Lublin, ISBN 978-83-7702-456-0
- 2013: Zwierciadła wiary, Częstochowa, ISBN 978-83-62244-54-6
- 2013: Źródło i szczyt, Częstochowa, ISBN 978-83-62244-52-2
- 2014: Maryja „żywym objawieniem oblicza Chrystusa”, Częstochowa, ISBN 978-83-62244-85-0
- 2014: Papieski wiatr, Częstochowa, ISBN 978-83-62244-80-5
- 2014: Ocalone dziedzictwo, ISBN 978-83-7821-088-7
- 2015: Apelowe „głosów zbieranie”, Warszawa, ISBN 978-83-7257-704-7
- 2015: Ku Chrystusowi w tajemnicy Kościoła, Częstochowa
- 2015: Wierność łasce, Częstochowa
- 2015: Polsko, uwierz w swoją wielkość : głos biskupów w sprawie ojczyzny 2010-15, Kraków, ISBN 978-83-7553-182-4
- 2015: Szczęśliwi miłosierni : kazania adwentowe dla dzieci z pomocami audiowizualnymi, Częstochowa, ISBN 978-83-65209-19-1
- 2016: Zapis wspólnej drogi, Warszawa, ISBN 978-83-7257-830-3
- 2016: Przyjdź, Panie Jezu..., Częstochowa, ISBN 978-83-65209-39-9
- 2016: Sprawy nieba i ziemi : na ambonie, na łamach, w eterze, w sieci, Częstochowa, ISBN 978-83-62515-76-9
- 2016: Apelowe „głosów zbieranie”. 2014–2015, Warszawa, ISBN 978-83-7257-793-1
- 2016: Światło Wcielonego Słowa, Częstochowa, ISBN 978-83-65209-40-5
- 2017: Wielka księga patriotyczna, ISBN 978-83-8077-039-3
- 2017: Apelowe „głosów zbieranie” 2016, Warszawa, ISBN 978-83-7257-856-3
- 2018: Chrystokształtność nadziei, Częstochowa, ISBN 978-83-65209-92-4
- 2018: Apelowe „głosów zbieranie” 2017, Warszawa, ISBN 978-83-7257-921-8
- 2018: Droga Krzyżowa: wydanie jubileuszowe z okazji 95-lecia urodzin Karoliny Ściegienny, Częstochowa, ISBN 978-83-60128-39-8
- 2018: W Domu Matki Zawierzenia, Częstochowa, ISBN 978-83-65600-90-5
- 2019: Apelowe „głosów zbieranie” 2018, Warszawa, ISBN 978-83-7257-958-4
- 2019: Fenomen mediów: współpracownikom prawdy, Częstochowa, ISBN 978-83-956240-0-1
- 2020: Zawierzenia Kościoła: spotkania serc..., Częstochowa, ISBN 978-83-956240-1-8
- 2020: Dialogi z Matką, Częstochowa, ISBN 978-83-956240-2-5
- 2020: Apelowe „głosów zbieranie” 2019, Warszawa, ISBN 978-83-7257-766-5
- 2020: Arcybiskup Zygmunt Zimowski : w służbie Kościoła : "nie przyszedłem żeby mi służono". Cz. 1, Częstochowa, ISBN 978-83-956240-3-2
- 2020: Arcybiskup Zygmunt Zimowski : w służbie Kościoła : "nie przyszedłem żeby mi służono". Cz. 2, Częstochowa, ISBN 978-83-956240-4-9
- 2020: Arcybiskup Zygmunt Zimowski : w służbie Kościoła : "nie przyszedłem żeby mi służono". Cz. 3, Częstochowa, ISBN 978-83-956240-5-6
- 2021: Estetyka miłości, Częstochowa, ISBN 978-83-956240-7-0
- 2021: Mariologia : Maryja, mariologia, maryjność, Częstochowa, ISBN 978-83-956240-6-3